# The Diving Board
«The Diving Board» (англ. «Трамплин для прыжков в воду») — тридцать первый студийный альбом британского автора-исполнителя Элтона Джона. Это его тридцатый сольный альбом и второй из его студийных релизов, после Victim Of Love (1979), без регулярных участников его группы, а также первый, где все фортепианные партии исполняет сам Элтон Джон.
Альбом был выпущен в Великобритании 16 сентября 2013 года, и дебютировал на #3 месте в британских чартах (наивысший результат в этой стране с 2001 года после Songs from the West Coast (2001)), и на #4 месте в Billboard 200. Это также его наивысший результат в Штатах после Blue Moves в 1976 году. Тем не менее, всего за восемь недель альбом выпал из обоих чартов.

## Об альбоме
Как и предыдущий альбом Элтона The Union, The Diving Board был записан в Лос-Анджелесе на студии Ти-Боуна Бёрнетта. Написание всех песен заняло всего пару дней. Релиз альбома многократно откладывался по причинам, связанным с рекламой; один раз его даже переименовали в Voyeur (название другого трека), но уже через месяц вернули прежнее название.
Сингл с The Diving Board — «Home Again», был выпущен 24 июня 2013, и в тот же день альбом стал доступен для предварительного заказа. Вторым синглом стала песня «Mexican Vacation (Kids in the Candlelight)», на которую был снят клип.

## Песни
Все песни написаны Элтоном Джоном и Берни Топином.
1. «Oceans Away» (3:58)
2. «Oscar Wilde Gets Out» (4:35)
3. «A Town Called Jubilee» (4:29)
4. «The Ballad of Blind Tom» (4:12)
5. «Dream #1» (Instrumental interlude) (0:39)
6. «My Quicksand» 4:46
7. «Can’t Stay Alone Tonight» 4:48
8. «Voyeur» 4:16
9. «Home Again» 5:01
10. «Take This Dirty Water» 4:24
11. «Dream #2» (Instrumental interlude) (0:43)
12. «The New Fever Waltz» (4:38)
13. «Mexican Vacation (Kids in the Candlelight)» (3:33)
14. «Dream #3» (Instrumental interlude) (1:36)
15. «The Diving Board» (5:55)

## Критика
Альбом получил очень высокие отзывы критиков, которые назвали его «отличным возвращением в форму» и одним из лучших альбомов Элтона Джона за последние годы, хотя мнения старых фанатов разделились.